# Сет-Фрер
Сет-Фрер (фр. Sept-Frères) — колишній муніципалітет у Франції, у регіоні Нормандія, департамент Кальвадос. Населення — 362 осіб (2011).
Муніципалітет був розташований на відстані близько 250 км на захід від Парижа, 60 км на південний захід від Кана.

## Історія
До 2015 року муніципалітет перебував у складі регіону Нижня Нормандія. Від 1 січня 2016 року належав до нового об'єднаного регіону Нормандія.
1 січня 2017 року Сет-Фрер, Шам-дю-Бу, Курсон, Фонтенермон, Ле-Гаст, Ле-Меній-Бенуа, Ле-Меній-Коссуа, Меній-Кленшам, Сен-Манв'є-Бокаж i Сен-Севе-Кальвадо було об'єднано в новий муніципалітет Ну-де-Сьєнн.

## Демографія
Динаміка населення (Insee ):
Розподіл населення за віком та статтю (2006):
| Стать | Всього | До 15 років | 15-24 | 25-44 | 45-64 | 65-85 | Понад 85 |
| --- | ------ | ----------- | ----- | ----- | ----- | ----- | -------- |
| Чоловіки | 184    | 24          | 20    | 40    | 60    | 40    | 0        |
| Жінки | 156    | 28          | 4     | 44    | 48    | 32    | 0        |
| \| Статево-вікова піраміда \| Статево-вікова піраміда \| Статево-вікова піраміда \| \| ----------------------- \| ----------------------- \| ----------------------- \| \| Чоловіки \| Вік \| Жінки \| \| 0 \| 85 + \| 0 \| \| 8 \| 80-84 \| 12 \| \| 8 \| 75-79 \| 4 \| \| 20 \| 70-74 \| 8 \| \| 4 \| 65-69 \| 8 \| \| 4 \| 60-64 \| 12 \| \| 8 \| 55-59 \| 16 \| \| 20 \| 50-54 \| 8 \| \| 28 \| 45-49 \| 12 \| \| 8 \| 40-44 \| 4 \| \| 16 \| 35-39 \| 16 \| \| 8 \| 30-34 \| 8 \| \| 8 \| 25-29 \| 16 \| \| 16 \| 20-24 \| 0 \| \| 4 \| 15-20 \| 4 \| \| 12 \| 10-14 \| 8 \| \| 4 \| 5-9 \| 8 \| \| 8 \| 0-4 \| 12 \| |        |             |       |       |       |       |          |
| Статево-вікова піраміда |        |             |       |       |       |       |          |
| Чоловіки | Вік    | Жінки       |       |       |       |       |          |
| 0 | 85 +   | 0           |       |       |       |       |          |
| 8 | 80-84  | 12          |       |       |       |       |          |
| 8 | 75-79  | 4           |       |       |       |       |          |
| 20 | 70-74  | 8           |       |       |       |       |          |
| 4 | 65-69  | 8           |       |       |       |       |          |
| 4 | 60-64  | 12          |       |       |       |       |          |
| 8 | 55-59  | 16          |       |       |       |       |          |
| 20 | 50-54  | 8           |       |       |       |       |          |
| 28 | 45-49  | 12          |       |       |       |       |          |
| 8 | 40-44  | 4           |       |       |       |       |          |
| 16 | 35-39  | 16          |       |       |       |       |          |
| 8 | 30-34  | 8           |       |       |       |       |          |
| 8 | 25-29  | 16          |       |       |       |       |          |
| 16 | 20-24  | 0           |       |       |       |       |          |
| 4 | 15-20  | 4           |       |       |       |       |          |
| 12 | 10-14  | 8           |       |       |       |       |          |
| 4 | 5-9    | 8           |       |       |       |       |          |
| 8 | 0-4    | 12          |       |       |       |       |          |

## Економіка
2010 року серед 203 осіб працездатного віку (15—64 років) 157 були активними, 46 — неактивними (показник активності 77,3%, у 1999 році було 74,7%). З 157 активних мешканців працювало 146 осіб (83 чоловіки та 63 жінки), безробітними було 11 (3 чоловіки та 8 жінок). Серед 46 неактивних 16 осіб було учнями чи студентами, 18 — пенсіонерами, 12 були неактивними з інших причин.

У 2010 році в муніципалітеті числилось 158 оподаткованих домогосподарств, у яких проживали 368,5 особи, медіана доходів виносила 15 774 євро на одного особоспоживача